# 1083
| [ Edytuj tabelę ]          |                                                                         |
| Książę Polski              | - 1079 Władysław I Herman 1102                                          |
| Król Angkoru               | - 1080 Dżajawarman VI 1107                                              |
| Król Anglii                | - 1066 Wilhelm Zdobywca 1087                                            |
| Król Aragonii i Nawarry    | - 1063 Sancho Ramírez 1094                                              |
| Hrabia Barcelony           | - 1076 Berengar Rajmund II 1097 - 1082 Rajmund Berengar III Wielki 1131 |
| Książę Bawarii             | - 1077 Henryk VIII 1096                                                 |
| Książę Burgundii           | - 1079 Odo I 1102                                                       |
| Cesarz Bizancjum           | - 1081 Aleksy I Komnen 1118                                             |
| Cesarz Chin                | - 1067 Song Shenzong 1085                                               |
| Książę Czech               | - 1061 Wratysław II 1092                                                |
| Król Danii                 | - 1080 Kanut IV Święty 1086                                             |
| Władca Egiptu              | - 1036 Al-Mustansir 1094                                                |
| Król Francji               | - 1060 Filip I 1108                                                     |
| Król Gruzji                | - 1072 Jerzy II 1089                                                    |
| Hrabia Holandii            | - 1061 Dirk V 1091                                                      |
| Cesarz Japonii             | - 1072 Shirakawa 1086                                                   |
| Kalif                      | - 1075 Al-Muktadi 1094                                                  |
| Król Kastylii              | - 1072 Alfons VI 1109                                                   |
| Wielki książę Kijowa       | - 1078 Wsiewołod I 1093                                                 |
| Patriarcha Konstantynopola | - 1081 Eustracjusz Garidas 1084                                         |
| Władca Korei               | - 1046 Munjong 1083 - 1083 Sunjong 1083 - 1083 Sŏnjong 1094             |
| Władca Maroka              | - 1070 Jusuf ibn Taszfin 1106                                           |
| Król Norwegii              | - 1066 Olaf III Pokojowy 1093                                           |
| Książę Obodrzyców          | - 1066 Krut 1093                                                        |
| Hrabia Palatynatu          | - 1061 Herman II Luksemburski 1085                                      |
| Papież                     | - 1073 Grzegorz VII 1085                                                |
| Sułtan Rumu                | - 1077 Sulajman I 1086                                                  |
| Książę Saksonii            | - 1072 Magnus 1106                                                      |
| Sułtan Seldżuków           | - 1072 Malikszah I 1092                                                 |
| Król Szkocji               | - 1058 Malcolm III 1093                                                 |
| Król Szwecji               | - 1080 Sven Blot 1083 - 1083 Inge I Starszy 1110                        |
| Doża Wenecji               | - 1071 Domenico Selvo 1084                                              |
| Król Węgier                | - 1077 Władysław I Święty 1095                                          |

Rok 1083 / MLXXXIII
stulecia: X wiek ~
XI wiek ~
XII wiek

lata: 1073 «
1078 «
1079 «
1080 «
1081 «
1082 «
1083
» 1084
» 1085
» 1086
» 1087
» 1088
» 1093

## Wydarzenia na świecie
- 20 sierpnia – papież Grzegorz VII ogłosił świętym króla Węgier Stefana I.
- Po pięcioletniej obronie Ceuta staje się częścią imperium Almorawidów
- Bośnia staje się częścią Królestwa Zety

## Urodzili się
- Anna Komnena, pisarka bizantyjska (zm. po 1148)

## Zmarli
- 2 listopada - Matylda Flandryjska, żona Wilhelma Zdobywcy, królowa Anglii (ur. ok. 1030)